# Строево (Тверская область)
Стро́ево — деревня в Кимрском районе Тверской области России, входит в состав Центрального сельского поселения.

## География
Деревня Строево по автодорогам расположена в 10 км к западу от города Кимры, в 15 км от железнодорожной станции Савёлово, и в 140 км от МКАД.
Деревня находится в 2 км от реки Кимрки и окружена массивом мелколиственных и хвойных лесов. Почва в деревне относится к дерново-подзолистым почвам, механический состав почвы — супеси, во многих местах присутствуют значительные залежи торфа. В 15 км к востоку от деревни находится река Волга.
Ближайшие населенные пункты — деревни Малое Яковлево и Васьки.

## История
По переписи населения Тверской губернии 1859 г. в деревне Строево было 33 двора, в которых проживало 265 россиян (108 женщин и 157 мужчин).
Во второй половине XIX — начале XX века деревня входила в Ильинскую волость Корчевского уезда Тверской губернии.
В 1929 г. деревня Строево вошла в состав новообразованного Кимрского района, который, в свою очередь, вошел в состав Московской области.
В 1935 г. деревня вошла в состав новообразованной Калининской области.
С начала 1990-х гг. деревня была в составе Шутовского сельского округа (ликвидирован в 2005 г.).
В 2005 г. деревня Строево вошла в состав новообразованного Центрального сельского поселения.
Деревня электрифицирована, но не газифицирована. Все индивидуальные частные дома отапливаются печным отоплением.

## Население
| 1859 | 2002 | 2010 |
| ---- | ---- | ---- |
| 265  | ↘23  | ↘19  |